# Juan Marsé
Juan Marsé Carbó (Barcelona, 8 de enero de 1933-18 de julio de 2020) fue un novelista español de la llamada generación del 50, concretamente de la denominada Escuela de Barcelona, corriente que involucraba a sus amigos Jaime Gil de Biedma, Carlos Barral, Juan García Hortelano, Manuel Vázquez Montalbán, Juan Goytisolo, Terenci Moix y Eduardo Mendoza. 
Recibió el Premio Cervantes en 2008.

## Biografía
Nació el 8 de enero de 1933 en Barcelona con el nombre de Juan Faneca Roca, hijo de Juan Faneca, un taxista y de Rosa Roca, la cual falleció en el parto, tras lo que fue adoptado por el matrimonio formado por Pep Marsé y Berta Carbó, de quienes tomó sus apellidos, pasándose a llamar Juan Marsé Carbó.
Sin terminar sus estudios, se dedicó desde la adolescencia al oficio de joyero. Trabajó durante algún tiempo en la revista barcelonesa de cine Arcinema, e inicia su carrera literaria en 1958 con unos relatos que aparecerían en las revistas Ínsula y El Ciervo. En 1959 obtuvo su primer premio literario, el Sésamo de Cuentos, por su relato Nada para morir y dos años más tarde publicó su primera novela Encerrados con un solo juguete. También en 1959 se instaló en París, ciudad en la que residió hasta 1962 y en la que desempeñó variadas actividades, incluidas las de profesor de español, traductor y mozo de laboratorio en el departamento de Bioquímica Celular del Instituto Pasteur.
Volvió a Barcelona, donde publicó, en 1962, Esta cara de la luna, hoy repudiada por el autor y desterrada del catálogo de sus obras completas. También colaboró con el mundo publicitario, con el de la empresa editorial y fue guionista cinematográfico. Como periodista ha sido redactor jefe de la revista Boccaccio y colaborador de la revista Por Favor, en la que llegó a ocupar el puesto de jefe de redacción.
Se casó en 1966 con Joaquina Hoyas. Tuvieron dos hijos: Alejandro, que nació en 1968, y Berta, en 1969. En 1970 publicó la novela La oscura historia de la prima Montse, en la que se encuentran las claves del universo literario que ha seguido cultivando hasta su deceso.
Asimismo, durante los años 1988-1989 publicó quincenalmente un serial en el diario El País bajo el título Aventuras del capitán Blay.
La década de los 90 supuso la consagración definitiva del escritor barcelonés. En 1990 recibió el Premio Ateneo de Sevilla por El amante bilingüe; en 1994 le conceden por El embrujo de Shanghai el Premio de la Crítica.
Fue miembro del Foro Babel, iniciativa cívica de defensa del bilingüismo en Cataluña frente a la política lingüística monolingüista del gobierno de Jordi Pujol.
Su obra ha sido traducida a diversos idiomas (alemán, francés, húngaro, inglés, polaco, portugués, rumano, etc.) y varias de sus novelas han sido adaptadas al cine y al teatro, como Últimas tardes con Teresa, Si te dicen que caí, La muchacha de las bragas de oro y El amante bilingüe, entre otras.
El 21 de abril de 2008, dos días antes de recibir el Premio Cervantes, se le concedió una urna en la Caja de las Letras.
Falleció en Barcelona el día 18 de julio de 2020, en el Hospital de Sant Pau, a los ochenta y siete años de edad.

## Obras
Los libros de Marsé se sitúan en Barcelona, y más en concreto el barrio del Guinardó, o en barrios barceloneses próximos a este, donde pasó su infancia, que coincidió con la posguerra, lo que ha influenciado el modo de escribir del autor a lo largo de toda su vida. En el contexto de la postguerra o durante el franquismo; en ellas, Marsé analiza la degradación moral y social de la misma, las diferencias de clase, la memoria de los vencidos, los enfrentamientos entre trabajadores y burgueses universitarios y la infancia perdida, casi siempre apelando a las técnicas del realismo social, pero experimentando a veces con otros mecanismos narrativos más vanguardistas, siempre con varios grados de ironía.[cita requerida]

### Novelas
- Encerrados con un solo juguete (1960, Seix Barral)
- Esta cara de la luna (1962, Seix Barral)
- Últimas tardes con Teresa (1966, Seix Barral), Premio Biblioteca Breve
- La oscura historia de la prima Montse (1970, Seix Barral)
- Si te dicen que caí (1973, Novaro), Premio México de Novela
- La muchacha de las bragas de oro (novela)|La muchacha de las bragas de oro (1978, Planeta), Premio Planeta
- Un día volveré (1982, Plaza y Janés)
- Ronda del Guinardó (1984, Plaza y Janés), Premio Ciudad de Barcelona
- El amante bilingüe (1990, Planeta), Premio Ateneo de Sevilla
- El embrujo de Shanghai (1993, Plaza y Janés)
- Rabos de lagartija (2000, Plaza y Janés), Premio de la Crítica y Premio Nacional de Narrativa
- Canciones de amor en Lolita's Club (2005, Lumen)
- Caligrafía de los sueños (2011, Lumen)
- Esa puta tan distinguida (2016, Lumen)

### Cuentos
- Teniente Bravo (1987, Plaza y Janés), único volumen de cuentos publicado por Marsé. La primera edición incluía los relatos «Historia de detectives», «El fantasma del cine Roxy», «Noches de Bocaccio» y «Teniente bravo». En ediciones posteriores, Marsé excluyó «Noches de Bocaccio».
- Cuentos completos (2002, colección Austral, Espasa). Incluye dos secciones: Teniente bravo, con «Historia de detectives», «El fantasma del cine Roxy» y «Teniente bravo»; y Cuentos dispersos, con «La mayor parte del día», «Plataforma posterior», «Nada para morir», «La calle del Dragón Dormido», «Noches de Bocaccio», «Parabellum», «El pacto», «La liga roja en el muslo moreno», «El jorobado de la Sagrada Familia» y «El caso del escritor desleído».
- Noticias felices en aviones de papel (2014, Lumen)
- Colección particular (2017, Lumen). Antología de relatos. Seis de ellos fueron incluidos en los Cuentos completos: «Historia de detectives», «El fantasma del cine Roxy», «Teniente Bravo», «Parabellum», «El pacto» y «La liga roja en el muslo moreno». Se incluyen también «Noticias felices en aviones de papel», publicado antes como libro independiente; «Colección particular», un relato publicado por entregas en El País entre 1988 y 1989, y no recogido antes en libro; y «Conócete a ti mismo, Fritz», una sinopsis argumental, único texto estrictamente inédito del volumen.

### Otras
- Señoras y señores (1975, Punch; 1987, Tusquets; 2013, Ediciones Alfabia), retratos publicados en la revista Por Favor y en el diario El País
- Confidencias de un chorizo (1977, Planeta), colaboraciones en la revista Por Favor
- La fuga del río Lobo (1986, Debate), cuento infantil
- Un paseo por las estrellas (2001, RBA), 36 retratos cinematográficos publicados en el diario El País
- Momentos inolvidables del cine (2004, Carroggio), 99 comentarios de escenas cinematográficas
- La gran desilusión (2004, Seix Barral), crónica de las décadas de 1930 y 1940, original de 1971
- El detective Lucas Borsalino (2013, Alfaguara), cuento infantil
- Viaje al sur (2020, Lumen), viaje por Andalucía en 1962, con fotografías de Albert Ripoll Guspi (publicación póstuma)
- Notas para unas memorias que nunca escribiré (2021, Lumen) (publicación póstuma)

## Argumento de sus obras
- Encerrados con un solo juguete (1960, Seix Barral). Ambientada en la posguerra, la narración se centra en un grupo de jóvenes defraudados por una realidad que es resultado directo de la guerra librada por sus padres, y que ni es la suya ni les permite crearse su identidad propia. Quedó finalista del Premio Biblioteca Breve de 1960 (finalmente declarado desierto), y sirvió, sobre todo, para alertar sobre la aparición de un futuro gran talento literario. Aunque la crítica del momento la saludó como una interesante muestra del objetivismo entonces triunfante, el propio autor siempre la ha calificado de "decadente, intimista y subjetiva".
- Esta cara de la luna (1962, Seix Barral). Vista desde hoy resulta ser un valioso documento de época, porque tanto los ambientes como los personajes están perfilados con tanta precisión que parece como si el autor no precisara adoptar un punto de vista moral (o crítico) porque las conductas de unos y otros son suficientemente expresivas y se califican solas. Sobre todo, el personaje que ejerce de principio motor de la acción (un periodista tramposo y falaz llamado Miguel Dot) parece el molde o perfil original del intelectual burgués cuya (mala) conciencia social es revelada con la que luego será una de las mejores armas de Juan Marsé: la mordacidad.
- Últimas tardes con Teresa (1966, Seix Barral). Premio Biblioteca Breve. Marca el nacimiento del Pijoaparte, uno de los personajes más fuertes, originales y sugestivos de toda la literatura de esa época, y que parece el doble canalla del propio Marsé. La identificación autor/personaje funciona con una precisión y eficacia demoledoras, y lo que empieza siendo la historia amorosa de una niña bien, rebelde e ingenua (Teresa) y un charnego barriobajero, desarraigado y ladrón de motos (el Pijoaparte), termina como una formidable sátira y encarnación del tiempo en que transcurre esa breve, intensa y, lógicamente, calamitosa relación pasional.
- La oscura historia de la prima Montse (1970, Seix Barral). Hasta cierto punto es una continuación de la obra anterior. De nuevo se repite una relación entre dos personajes que pertenecen a mundos tan diferentes que el acercamiento entre ellos debe ser necesariamente conflictivo. En este caso, la protagonista es una mujer culta, educada e intensamente religiosa, y él un joven presidiario, ateo y ambicioso. La mayor diferencia, no obstante, reside en la gran complejidad formal que implica la introducción de un narrador en primera persona que a veces es testigo de los hechos narrados, a veces ejerce como mero transmisor de sucesos lejanos y, en otras ocasiones, se convierte en un alter ego del autor, que interviene directamente en la trama cuando lo considera oportuno.
- Si te dicen que caí (1973, Novaro). Premio México de Novela. En palabras del autor, la novela no es tanto una revancha personal contra el franquismo, como una secreta y nostálgica despedida de su infancia. Lo cual no quita para que, en efecto, la sórdida vida cotidiana en un barrio ya desaparecido (El Guinardó) vuelva a ser el marco de unas historias en las que se entremezclan la sátira y la violencia sexual con una indiscutible riqueza de sensaciones y fantasías. Muchas de ellas se cuentan mediante las aventis, un hallazgo que permite, a partir de historias orales inventadas por unos niños nacidos de la violencia y criados en la calle, ir tejiendo una realidad alucinante y, al mismo tiempo, extrañamente cotidiana.
- Confidencias de un chorizo (1977, Planeta). Durante su etapa como redactor jefe de la revista satírica Por Favor, el chorizo que da voz a estos relatos (Juan Marsé es un narrador y, haga lo que haga, siempre le saldrá una narración) fue apoyándose en la actualidad para ir desgranando una serie de apuntes, acotaciones, chistes o sarcasmos acerca de temas tan variados como la traumática aparición en España del escritor ruso Aleksandr Solzhenitsyn, los manejos de Fraga Iribarne, una supuesta conspiración internacional contra el Real Madrid o una semblanza de Lana Turner. Es una crónica de época en clave de humor mordaz.
- La muchacha de las bragas de oro (1978, Planeta). Premio Planeta. En principio podría presentarse como una sátira corrosiva a un libro de Pedro Laín Entralgo (Descargo de conciencia) o, mejor aún, como una burla de ciertos personajes muy comprometidos con el franquismo y que, una vez liquidado este, pretendían lavar su imagen y su conciencia declarándose liberales. Ahí está ese Luys Forest, viejo escritor falangista que dice estar escribiendo sus memorias cuando en realidad está retocando una y otra vez el pasado para acomodarlo a los gustos del presente. Su sobrina Mariana, la muchacha de las bragas de oro, es la voz discordante que desmonta una y otra vez las fantasías del viejo mentiroso. Sin embargo, por debajo de esta simple trama surge un proyecto literario mucho más ambicioso, pues plantea la esencia misma del oficio de novelar, en lo que este tiene de operación tendente a sustituir una "realidad" por una "ficción" que, en el fondo, llega a ser más real que la realidad misma.
- Un día volveré (1982, Plaza & Janés). Marsé regresa a sus temas y ambientes de siempre, aquí contados a través de Jan Julivert Mon, exboxeador reconvertido en atracador de bancos durante su etapa de guerrillero urbano. El regreso de Julivert al barrio tras cumplir una larga condena en el penal de Burgos pone en marcha un complejo mecanismo social: la conciencia de la derrota y el deseo de revancha, la fascinación juvenil por la violencia, la desfiguración de la realidad mediante el olvido o la huida a través de la fantasmagoría cinematográfica acaban configurando una crónica negra intimista y melancólica, contada desde un estilo sencillo y directo.
- Ronda del Guinardó (1984, Plaza & Janés). Premio Ciudad de Barcelona. Una niña, en el umbral de la pubertad, es obligada por un viejo y cansado policía a reconocer el cadáver del hombre que supuestamente la violó. Este sencillo argumento basta para poner en pie un relato en el que la Ronda del Guinardó sirve como metáfora del dolor y la desgracia humana, atemperados o dignificados por el indestructible afán de supervivencia que caracteriza el universo narrativo de Marsé. Como en todas sus obras anteriores, algunos recuerdos de infancia, imágenes dispersas sin relación orgánica con la trama, o incluso las ocasionales intervenciones directas del autor se imbrican en el tejido literario contribuyendo con su naturalidad a dar verosimilitud a una narración llena de encanto y vitalidad.
- La fuga de río Lobo (1985, Destino). Un relato para niños en el que se cuenta cómo Amador se harta un día de sus juguetes electrónicos, se va al Valle y descubre el río Lobo y a una rana cascarrabias. Juntos construyen una balsa pirata y navegan inventando aventuras y palabras. De repente, el río desaparece y los dos amigos inician su búsqueda.
- Teniente Bravo (1987, Plaza & Janés). Tres relatos breves y sin relación entre sí, pero unificados por la mano de un autor ya maduro. En el primero, «Historias de detectives» unos chicos metidos en un automóvil arruinado se entretienen contando historias de crímenes y mujeres malas, amores desafortunados y peripecias interminables. El que da título al volumen, «Teniente Bravo», un personaje en principio odioso, acaba redimiéndose por la vía de su patético enfrentamiento contra un potro de gimnasia que (cosas de la magia narrativa) desde el mismo momento de su aparición se revela como el arma maléfica que va acabar con el personaje, reduciéndolo a escombros. «El fantasma del Cine Roxy» es una fantasía protagonizada por viejos espectros salidos del celuloide y que, una vez derribado el local cinematográfico para dejar paso a un banco, se resisten a desaparecer víctimas del mismo olvido en que se han sumido tantos otros escenarios de la infancia ciudadana.
- Señoras y señores (1988, Tusquets). Es la recopilación de retratos que, bajo el mismo título, aparecieron en la revista Por Favor y el diario El País entre marzo y diciembre de 1987. Políticos, banqueros, folklóricas, deportistas y figurones de variado pelaje quedaron entonces fijados para siempre por ese trazo a la vez amable y despiadado que caracterizó aquellas colaboraciones de Marsé.
- El amante bilingüe (1990, Planeta). Premio Ateneo de Sevilla. La historia de Juan Marés/Faneca, un hombre que se ve engañado y abandonado por su guapa, rica y distinguida mujer y que, en su afán por reconquistarla, se reinventa a sí mismo en la figura de un charnego tramposo y variopinto. Lo que empieza como una aventura algo grotesca e inverosímil no tarda en convertirse en una sátira irónica y feroz sobre la dualidad social y lingüística catalana, agravada por las diferencias de clase. Una lúcida reflexión sobre la identidad personal y su lado oscuro, algo que solo se desvela cuando se atraviesa el espejo, pero que tiene el inconveniente de que, según y cómo sea lo desvelado, hará excesivamente doloroso el regreso a la realidad anterior.
- El embrujo de Shanghai (1993, Plaza & Janés).
- Los misterios de colores (1993, El Periódico de Catalunya)
- Rabos de lagartija (2000, Plaza & Janés). Premio de la Crítica. Premio Nacional de Narrativa. Sin salir del escenario habitual de sus narraciones (el barrio del Guinardó) y poniendo en juego de nuevo sus viejos temas (la tenue línea que separa el amor del desamor, el bien del mal, la verdad de la mentira) Rabos de largartija es una búsqueda de los límites estilísticos, o de la capacidad expresiva del arte narrativo del autor. Cómo, si no, osaría dar voz al perro Chispa o no dar la menor justificación de un desafuero tan escandaloso como el que una de las voces narrativas sea intrauterina, es decir, de un niño nonato. Por no hablar de los saltos en el tiempo y en el espacio, de la narración coral o de la atmósfera de tristeza que impregna esta novela que, aunque pueda parecer lo contrario debido a su gran complejidad estructural, se deja leer con toda facilidad porque "engancha" desde la primera a la última de sus páginas.
- Cuentos completos (2002, Espasa-Calpe). Recopilación en un único volumen de todos los cuentos de Marsé desde 1957. Algunos de ellos rescatados del olvido entre las páginas de publicaciones como Triunfo, Ínsula, Rumbos, Destino, El Urogallo, Por Favor o La Vanguardia. El libro incluye un apéndice con textos misceláneos y algunas ideas para futuras historias. Los argumentos de sus cuentos, como los de sus novelas, recogen elementos de literatura social, el ambiente de Barcelona de posguerra y la interrelación entre elementos de distintas capas sociales.
- La gran desilusión (2004, Seix Barral). Una visión muy personal e inolvidable de dos apasionantes décadas: los treinta y los cuarenta. Juan Marsé revisita tanto personajes, como aspectos emblemáticos de las letras, los deportes, el cine y el devenir político de aquel momento a través de imágenes originales de la época. Un libro inclasificable que escribió Juan Marsé en los años setenta.
- Canciones de amor en Lolita's Club (2005, Lumen). Novela que nos transporta a la periferia barcelonesa, donde Marsé ha situado este misterioso bar de alterne, punto de partida de una historia que busca abarcarlo todo: sexo, prostitución, inmigración, terrorismo y un largo etcétera de conflictos que tiñen la relación de los protagonistas, Valentín y Milena.
- Caligrafía de los sueños (2011, Lumen)
- Esa puta tan distinguida (2016, Lumen)

## Adaptaciones cinematográficas
- La oscura historia de la prima Montse (Jordi Cadena, 1977)
- La muchacha de las bragas de oro (Vicente Aranda, 1980)
- Últimas tardes con Teresa (Gonzalo Herralde, 1984)
- Si te dicen que caí (Vicente Aranda, 1989)
- El amante bilingüe (Vicente Aranda, 1993)
- Domenica (Wilma Labate, 2001), adaptación de Ronda del Guinardó
- El embrujo de Shanghai (Fernando Trueba, 2002)
- Canciones de amor en Lolita's Club (Vicente Aranda, 2007)

En la película El cónsul de Sodoma (Sigfrid Monleón, 2010) Juan Marsé es interpretado por el actor Àlex Brendemühl.

## Premios
- 1959 Premio Sésamo de cuentos
- 1960 Finalista Premio Biblioteca Breve Seix Barral (desierto)
- 1965 Premio Biblioteca Breve Seix Barral
- 1973 Premio Internacional de Novela México
- 1978 Premio Planeta
- 1985 Premio Ciudad de Barcelona
- 1990 Premio Ateneo de Sevilla
- 1994 Premio de la Crítica (1.º)
- 1994 Premio Europa de Literatura (Aristeión)
- 1997 Premio Juan Rulfo de Literatura Latinoamericana y del Caribe, hoy Premio FIL de Literatura en Lenguas Romances de México
- 1998 Premio Internacional Unión Latina
- 2001 Premio de la Crítica (2.º)
- 2001 Premio Nacional de Narrativa
- 2002 Medalla de Oro al mérito cultural del Ayuntamiento de Barcelona
- 2003 Premio de la Associació d'Amics de la UAB
- 2004 Premio Extremadura a la Creación Literaria
- 2008 Premio Cervantes
- 2010 Premio Internacional de la Fundación Cristóbal Gabarrón de Letras

| Predecesor: Juan Gelman | Premio Miguel de Cervantes 2008 | Sucesor: José Emilio Pacheco |